# Erffa

Wappen derer von Erffa

Die Familie der Freiherren von Erffa entstammt dem thüringischen Uradel und ist vermutlich edelfreien Ursprungs. Später gehörte das Geschlecht der Fränkischen Reichsritterschaft der Kantone Odenwald und Rhön-Werra an.

## Geschichte

### Ursprung

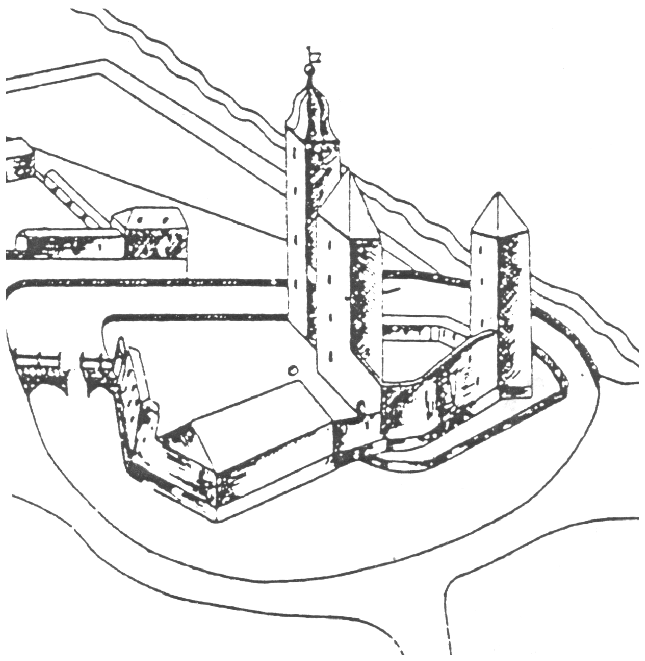
Wasserburg Erffa

Der Sage nach kam die Familie im Jahr 455 n. Chr. mit den Hunnen nach Thüringen, als sich der Stamm der Grün-Hunnen, dem Mitglieder der später so benannten Familien von Erffa, von Wangenheim und von Uetterodt vorstanden, an der Nesse (Werra) niederließ, um dort Landwirtschaft zu treiben und einen nicht unbedeutenden Handel mit Getreide in die Saale- und Elbe-Regionen zu führen. Dort waren zu dieser Zeit die Wenden und die Sorben ansässig, ohne jedoch noch feste Wohnsitze zu haben.
Das Geschlecht erscheint erstmals urkundlich im Jahre 1170 mit Hartungus de Erfaha. Gut ein halbes Jahrhundert später begleitet wiederum ein Hartung v. Erffa Landgraf Ludwig (den Heiligen) von Thüringen auf dem Fünften Kreuzzug. Nach dessen Tod brachte er seine Gebeine von Otranto zurück nach Thüringen, wo er zunächst auch als Vormund der Witwe Ludwigs, der Heiligen Elisabeth, agierte.
Ursprünglich edelfrei, wurden die Herren von Erffa nach dem Ende des Thüringisch-hessischen Erbfolgekrieges im 13. Jahrhundert Gefolgsleute der Wettiner. Im Laufe der Jahrhunderte bekleideten Angehörige der Familie vielerlei hohe Positionen als Räte oder Minister insbesondere im Sächsisch-Thüringischen sowie im Fränkischen.

### Standeserhebung
Im Jahre 1702 erhielt Georg Hartmann v. Erffa, Generalfeldzeugmeister des Fränkischen Kreises, von Kaiser Leopold I. das erbliche Reichsfreiherrendiplom. Nach dem Untergang des Alten Reiches wurde der Freiherrenstand 1870 durch das Herzogtum Sachsen-Coburg-Gotha und 1879 durch den Staat Preußen bestätigt.

### Familiensitze
Stammsitz der Familie war der Ort Erffa in Thüringen: das heutige Friedrichswerth mit der Wasserburg Erffa. Friedrichswerth liegt nahe Gotha und trug nach dem Verkauf an den Herzog Friedrich I. von Sachsen-Gotha-Altenburg im Jahr 1677 durch die Familie noch bis 1685 den Namen „Erffa“.
Aus der Sekundärliteratur erschließen sich weitere Besitzungen in einem Dutzend Orten im Nessetal (Haina, Goldbach, Warza, Sonneborn) und Hörseltal (Fröttstädt), im Zentrum der früheren Landgrafschaft Thüringen.
Weitere Schlösser, Güter und Besitzungen bestanden über die Zeit in Wallhausen, Osmarsleben (Oßmerschleben), Helmershausen, Frankenroda, Rodach, Heldritt, Unterlind, Niedertrebra, Goldschau, Sondheim, Windhausen, Schloss Birken/Bayreuth, Wernburg sowie Ahorn mit Schloss Ahorn, Wüstenahorn, Sindolsheim, Neuhaus und Finkenau. In Kursachsen gehörte denen von Erffa offenbar ursprünglich das später aufgelöste Rittergut Niederfrohna (nahe der heutigen Stadt Limbach-Oberfrohna), wie eine alte Karte des Freiherrn von Erffa von 1746 zeigt.
Im 19. Jahrhundert werden die beiden Linien Ahorn in Sachsen-Coburg und Gotha und Wernburg bei Pößneck (zeitweise zu Sachsen-Gotha gehörig), ansässig.

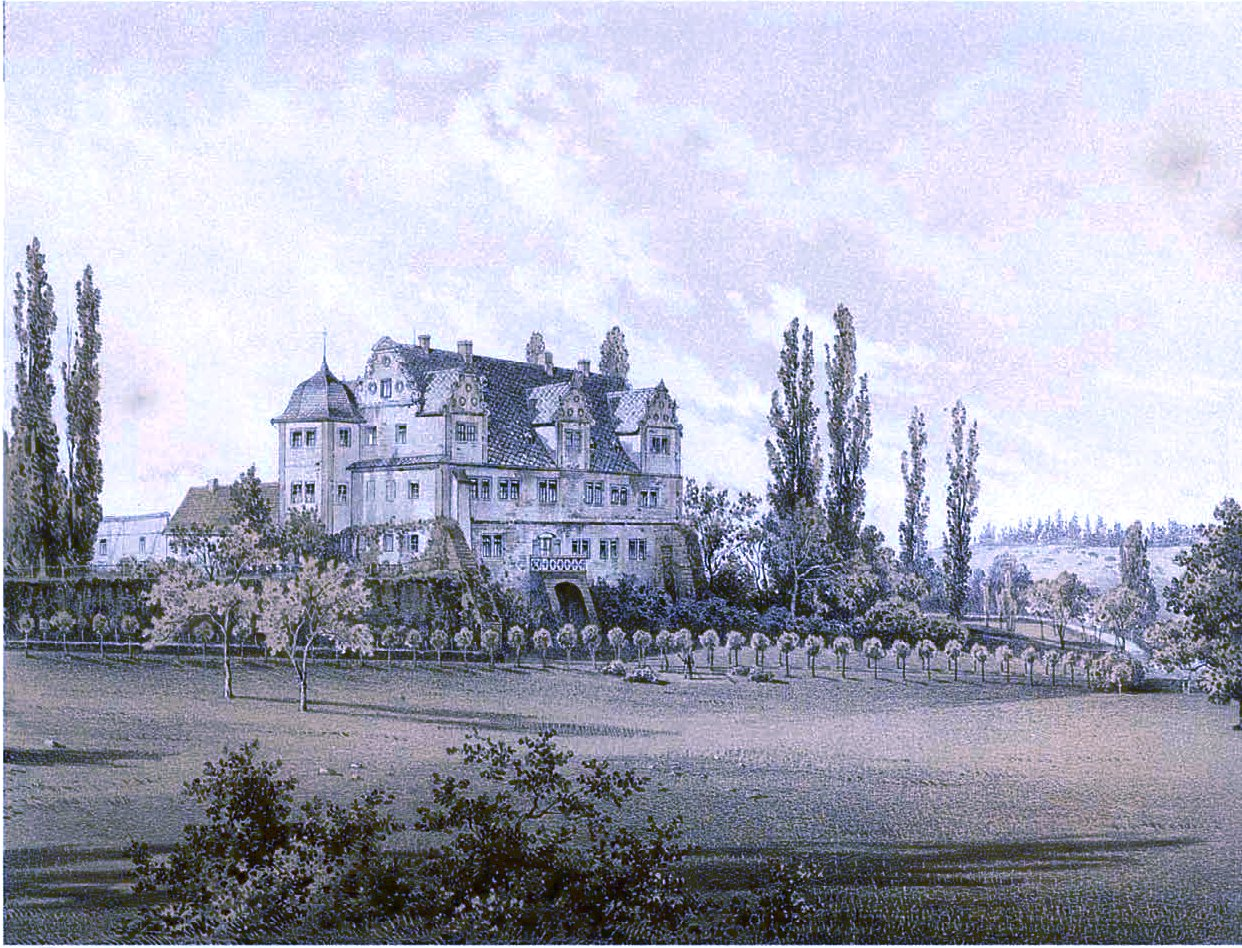
Schloss Wernburg um 1860
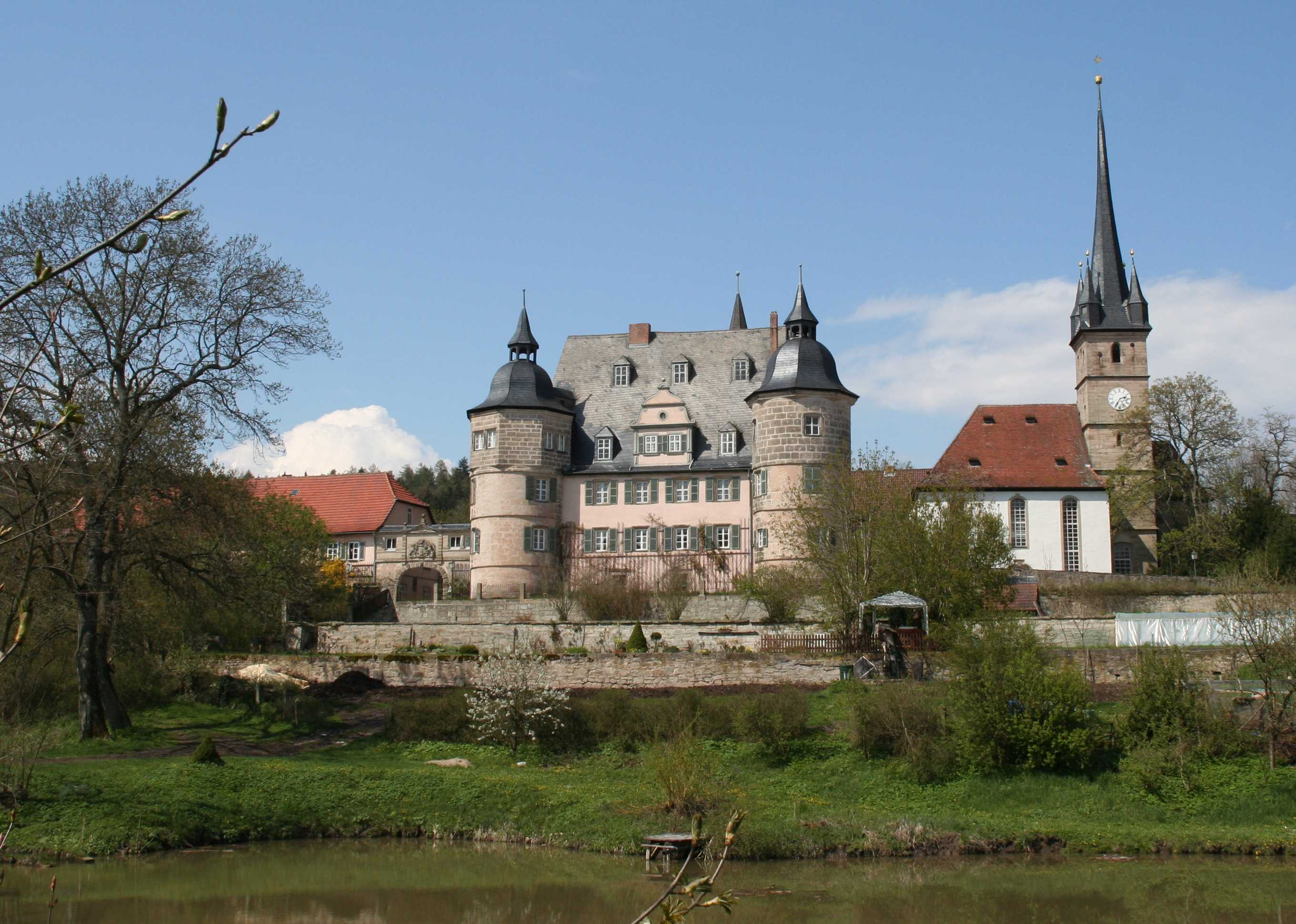
Schloss Ahorn
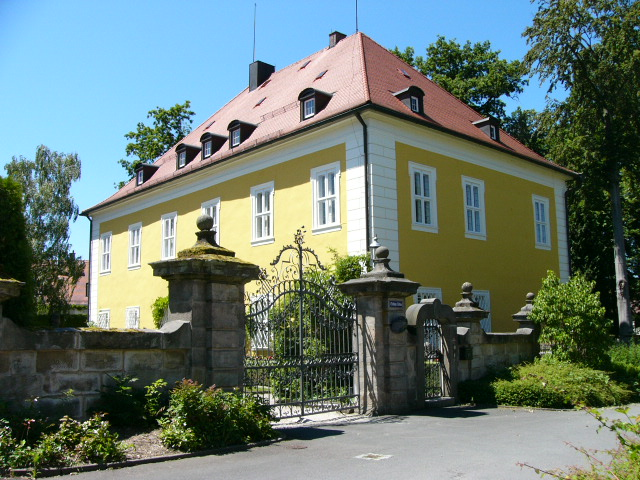
Schloss Birken/Bayreuth

## Wappen
Das Stammwappen zeigt in Blau einen offenen, goldenen Adlerflug. Auf dem Helm neun von Rot und Silber geteilte Fähnlein an goldenen Schäften, wobei Anzahl und Farbe der Fähnlein über die Zeit variierten. Die Helmdecken sind rot-silbern.
Der Wahlspruch lautet: „Fideliter et constanter“ („Treu und beständig“).
Historische Wappenbilder (Abb. 1 u. 2 = Die von Erffa im Roten Adlerorden, Ordensschilder in der Ordenskirche von St. Georgen (Bayreuth))

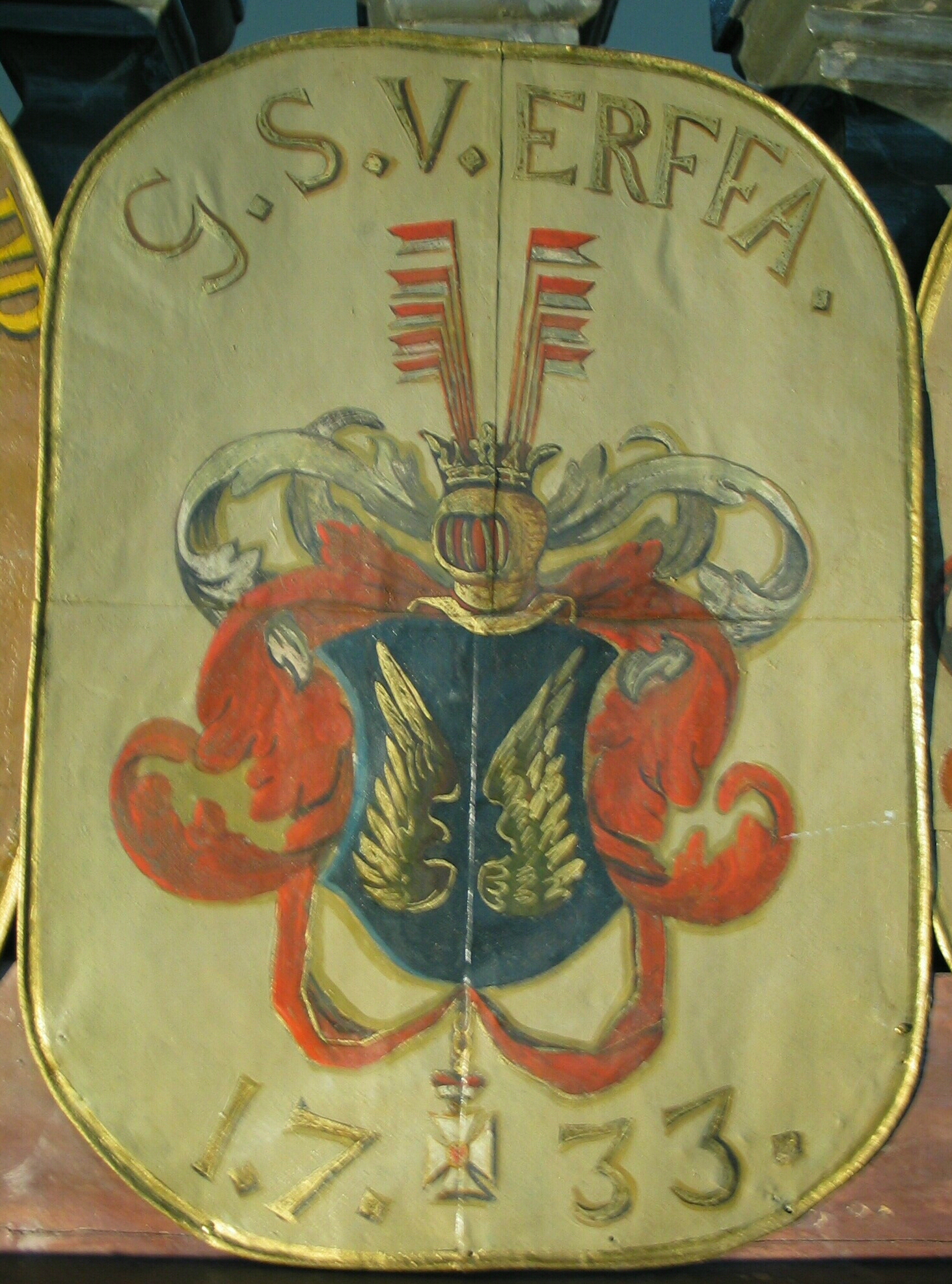
Georg Sigmund von Erffa (* 9. Dezember 1690), Tafel datiert 1733
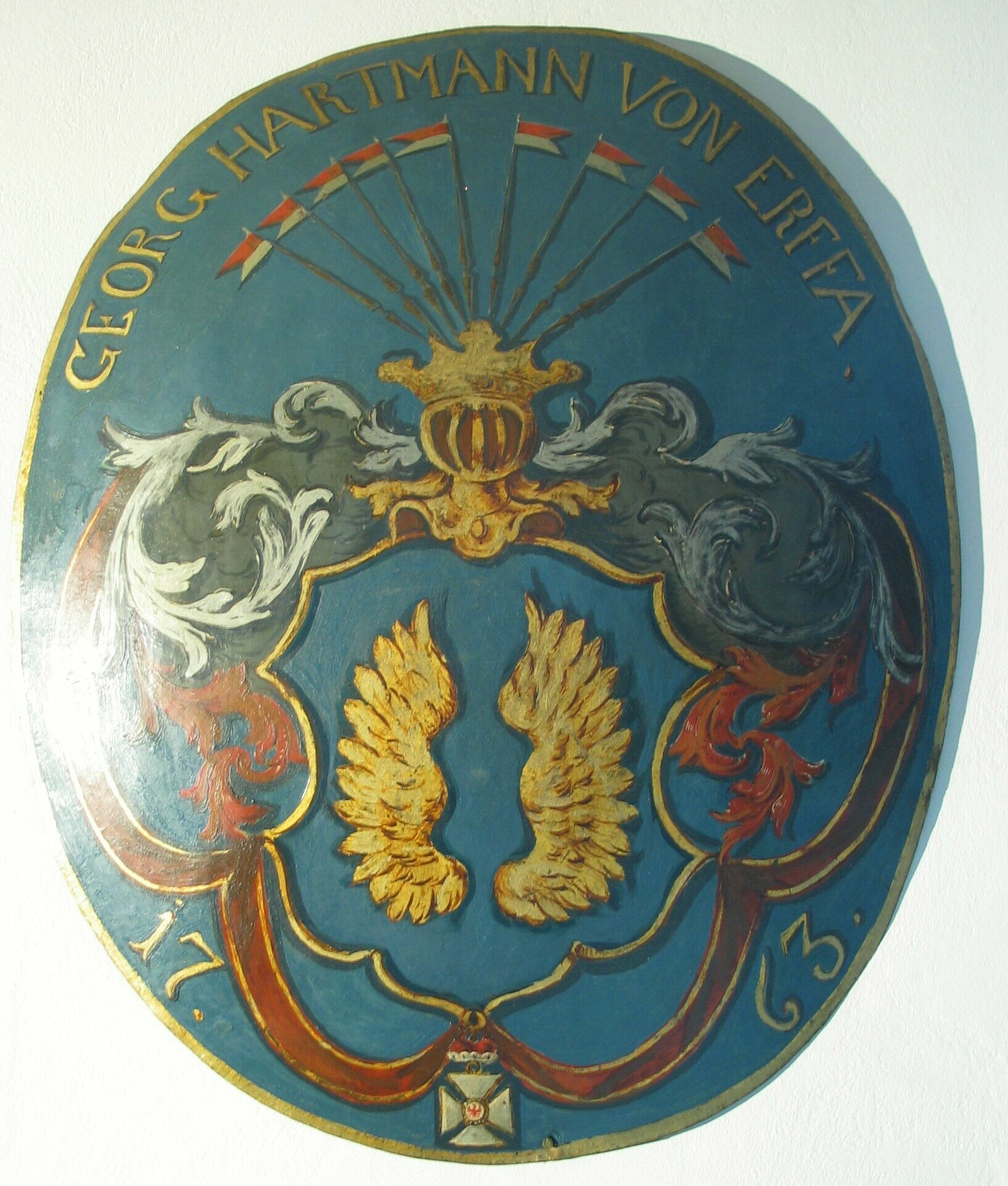
Georg Hartmann von Erffa (* 14. Mai 1727; † 11. Juni 1770), Tafel datiert 1763
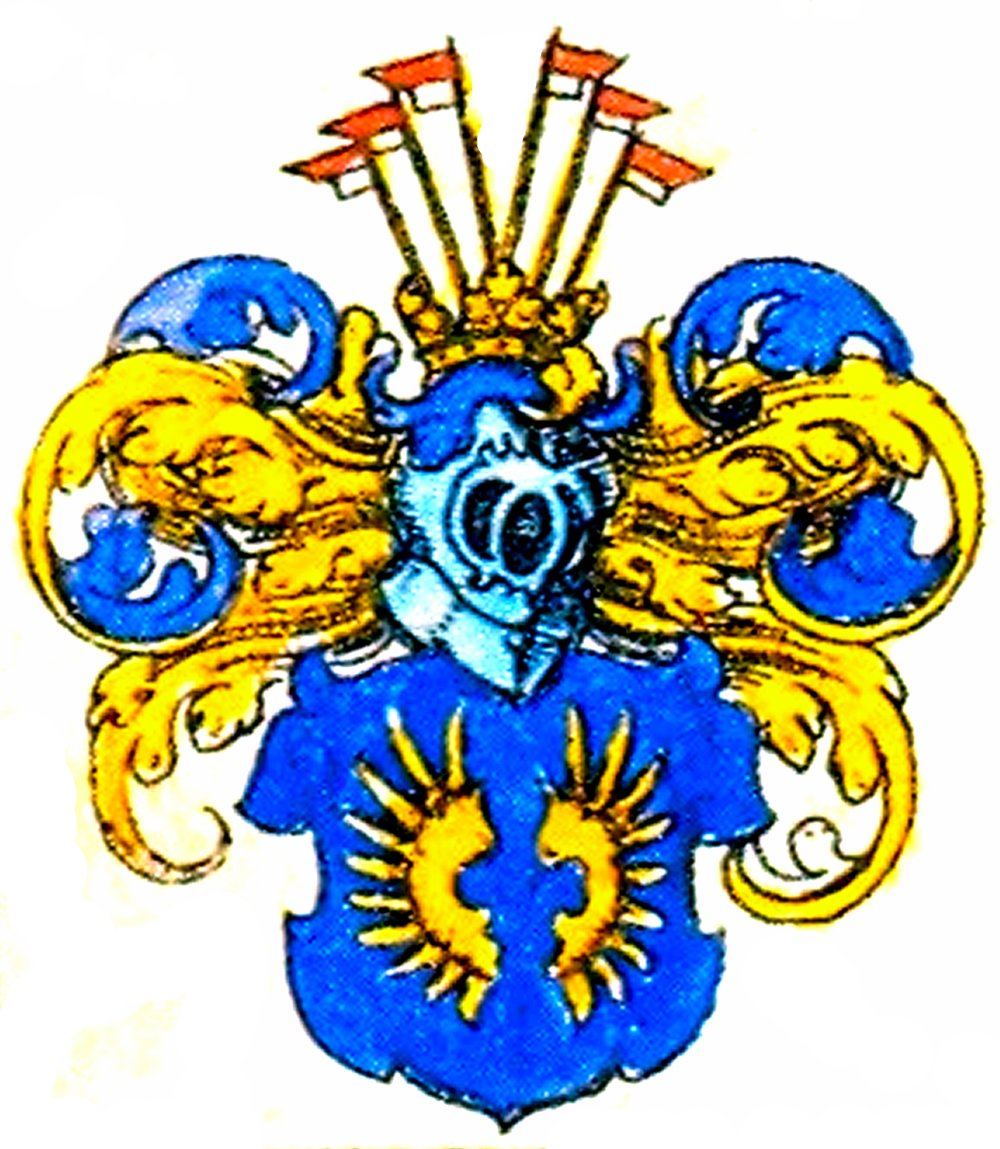
Wappen in Siebmachers Wappenbuch, 1605
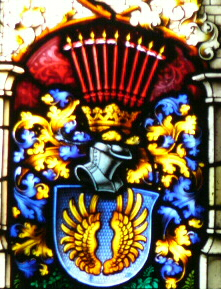
Wappen als Bemalung eines Kirchenfensters in Ahorn (1916)
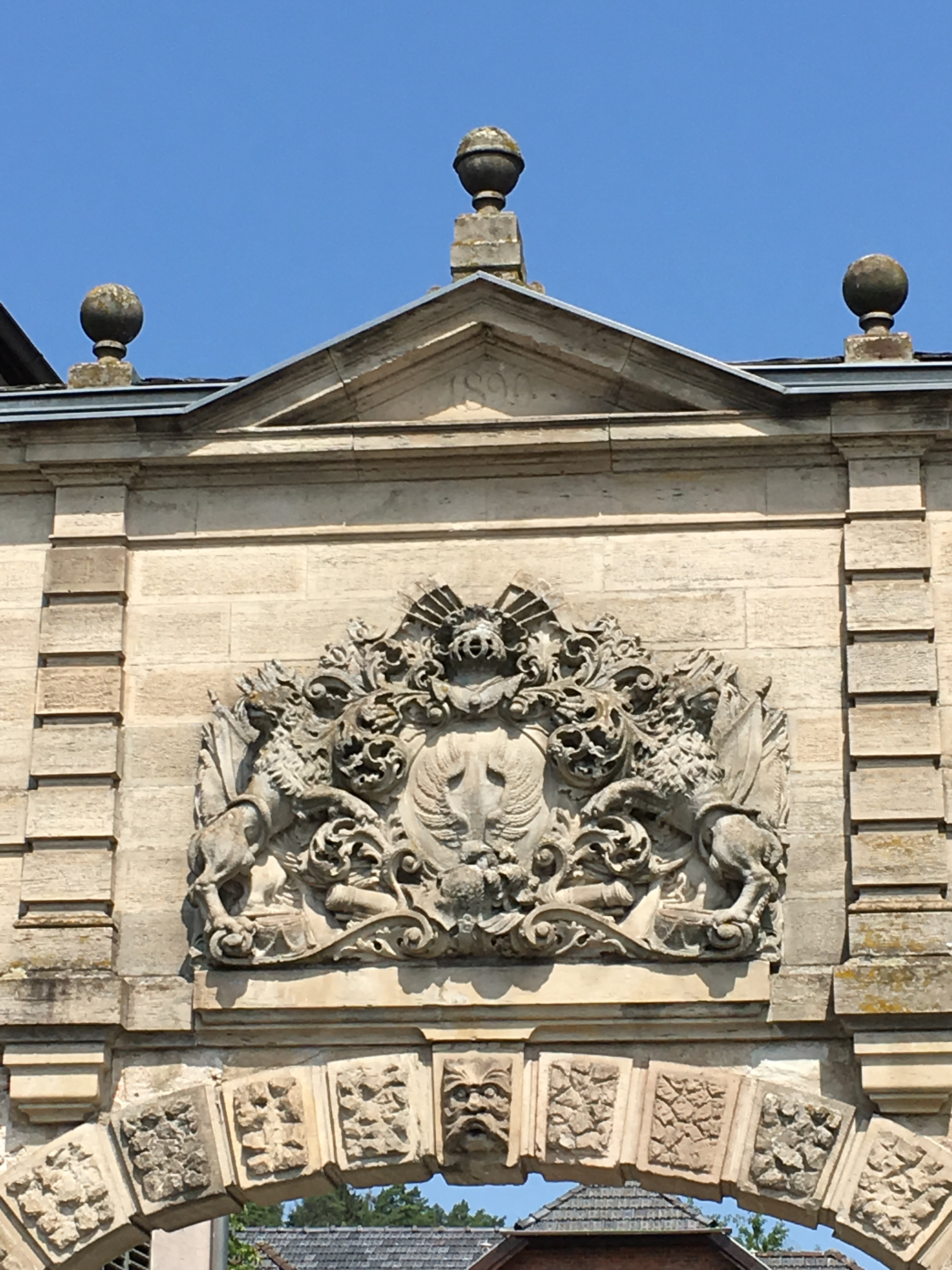
Das Erffasche Wappen über der Hofeinfahrt zu Schloss Ahorn, Ahorn.

In der Kirche von Helmershausen befindet sich das Epitaph des Georg Friedrich von Erffa mit den Ahnenwappen v. Erffa, v. Dölau, v. Milchling, v. Scheiding, v. Honsberg, v. Haugwitz. Ein weiteres Epitaph von ihm befindet sich auf der Veste Coburg:

## Persönlichkeiten
Leitnamen in der Familie sind Hartung sowie Hartmann, die seit Jahrhunderten jedes männliche Mitglied der Familie als Teil seines Vornamens trägt.
Einzelne Persönlichkeiten aus der Familie sind z. B.
- Hartung von Erffa, Hofmeister Landgraf Ludwigs (des Heiligen) von Thüringen und nach dessen Tod 1227 zeitweilig Vormund von dessen Gemahlin, der Heiligen Elisabeth von Thüringen
- Heideke von Erffa († 1327), Erzbischof von Magdeburg
- Heinrich von Erffa, fiel 1426 als Ritter des sächsisch-thüringischen Heeres in Nordböhmen in der Schlacht bei Aussig, (Hussitenkriege)
- Hans Hartmann von Erffa (1551–1610), Mitherr auf Erffa und Osmarsleben, 1590 Hauptmann in Wittenberg; Braunschweig-Lüneburgischer Rat, Hofmeister, später auch Statthalter (1592–1610) in Celle; Rat des Fürstentums Lüneburg
- Georg Friedrich von Erffa (1570–1639), Helmershauser Rat und Landhauptmann, Herzoglich Sächsischer Hofgerichtsassessor zu Coburg und Hauptmann der Veste Coburg
- Hans Hartmann von Erffa, als „der Verhelfende“ Mitglied der 1617 gegründeten Fruchtbringenden Gesellschaft
- Hans Heinrich; der 2te Sohn Hans Hartmanns; auf Nieder-Trebra, Helmershausen und Goldschau, Sachsen-Gothaischer Geheimder Rath, des Fränckischen Creyßes Kriegsrath und Amts-Hauptmann zu Camburg[3]
- Hans Wilhelm von Erffa (1647–1708), Geheimer Rat des Markgraf Christian Ernst von Brandenburg-Bayreuth aus dem Hause Hohenzollern, seit 1692 Oberhofmarschall, Sitz auf Schloss Birken
- Georg Hartmann von Erffa (1649–1720), Generalfeldzeugmeister des Fränkischen Kreises; Inhaber des Fränkischen Kreis-Infanterieregiments No. 2 von 1681/2; letzter Wohnsitz Schloss Unterlind; früher Förderer und Auftraggeber von Dismar Degen (späterer Hofmaler des Friedrich Wilhelm I. von Preußen)
- Christiane Charlotte von Stein zu Nord- und Ostheim (1687 - 1752), Tochter des Hans Wilhelm von Erffa, Oberhofmarschall von Brandenburg-Bayreuth, und spätere Ehefrau des Erdmann von Stein, Premierminister der Markgrafschaft Brandenburg-Bayreuth, richtete aus ihrem Erbe die Stiftung Schloss Birken in Bayreuth ein.
- Eberhard Hartmann von Erffa (1695–1753), ab 1737 in königlich polnischen und kurfürstlich sächsischen Diensten, u. a. als Wirklicher Geheimer Rat und Appellations-Gerichts-Präsident, zuvor in kur-hannoverschen Diensten als Ober-Appellations-Rat sowie – von 1733 bis 1736 – auch als Gesandter am kaiserlichen Hof zu Wien
- Georg Hartmann von Erffa (1727–1770), Premierminister des in Personalunion regierten Markgraftums Ansbach-Bayreuth (Markgraftümer Brandenburg-Bayreuth und Brandenburg-Ansbach)
- Carl Leberecht Hartmann von Erffa (1760–1825), Geheimer Rat des Herzogtums Sachsen-Weimar
- Gottlieb Friedrich Hartmann von Erffa (1761–1823), Gesandter und offizieller Vertreter des Herzogtums Sachsen-Meiningen beim Wiener Kongress
- Ferdinand Hartmann von Erffa (1796–1864), Mitglied des 1644 gegründeten Pegnesischen Blumenordens (bis heute bestehende Sprach- und Literaturgesellschaft)
- Hermann von Erffa (1845–1912), Präsident des Preußischen Abgeordnetenhauses, agrarischer Interessenvertreter und konservativer Politiker
- Georg von Erffa (1877–1937), deutscher Verwaltungsbeamter und Rittergutsbesitzer
- Rudolf von Erffa (1881–1972), deutscher Verwaltungsbeamter und Rittergutsbesitzer
- Wolfram von Erffa (1901–1980), deutscher Architekt und Bauhistoriker

## Weitere Literatur
- Allgemeine Encyklopädie der Wissenschaften und Künste, Erste Section A. – G., Sechsunddreißigster Theil (EPIMACHUS – ERGYNE), Hrsg. J. G. Gruber, Verlag F. A. Brockhaus, Leipzig 1842.
- Hans Patze, Peter Aufgebauer (Hrsg.): Handbuch der historischen Stätten Deutschlands. Band 9: Thüringen in: Kröners Taschenausgabe. Band 313, 2. Auflage. Kröner, Stuttgart 1989, ISBN 3-520-31302-2.